# Muzica seriei Chrono
Muzica seriei de jocuri video Chrono care conține Chrono Trigger, Radical Dreamers și Chrono Cross a fost compusă aproape în totalitate de Yasunori Mitsuda, sub supravegherea lui Nobuo Uematsu.

## Influențe
Yatsunori Mitsuda a afirmat că a fost influențat de multe ori de muzica din filmele noi și cunoscute. Deși stilul lui este greu de identificat deoarece se adaptează jocurilor la care lucrează, muzica sa este asemănătoare cu muzica celtă sau cu muzica est-asiatică.

## Albume

### Chrono Trigger Original Sound Version

Coperta albumuilui Chrono Trigger Original Sound Version

Chrono Trigger Original Sound Version este muzica jocului Chrono Trigger, produsă de Yasunori Mitsuda și de Mitsunobu Nakamura. Ea este compusă de trei discuri și de 64 de melodii, acoperind o durată de 2 ore și 30 de minute. A fost publicată de Polystar pe 20 mai 1996, și reintrodusă pe 1 octombrie 2004.
Yasunori Mitsuda a fost compozitorul principal al muzicii originale, cu contribuții de către Nobuo Uematsu. Uematsu a compus "Silent Light," "Mystery of the Past," "People Who Threw Away the Will to Live," "Bike Chase," "Underground Sewer," "Primitive Mountain," "Burn! Bobonga!," "Tyran Castle," "Sealed Door," și "Demo - Mystery of the Past"; el a și aranjat melodia "Boss Battle 1," compusă de Noriko Matsueda.
Diverse versiuni a albumului există, toate combinând logo-ul Chrono Trigger și textul japonez de lângă el. Versiunea FXCD-016 conține câteva insignii fx, dar îi lipsește textul de sub "Chrono Trigger Original Sound Version" și literele TM lângă logo.

Discografia completă a versiunii finale a jocului este:
| Discul 1 | Discul 2 | Discul 3 |
| --- | --- | --- |
| 1. "A Premonition" 2. "Chrono Trigger" 3. "Waking Up in the Morning" 4. "Peaceful Days" 5. "Memories of Green" 6. "Guardia Kingdom Millennial Fair" 7. "Gonzales' Song" 8. "A Peculiar Happening" 9. "The Wind's Yearning" 10. "Goodnight" 11. "Secret of the Dense Woods" 12. "Battle" 13. "Guardia Castle ~Courage and Pride~" 14. "Huh!?" 15. "Manoria Convent" 16. "A Prayer to the Travellers…" 17. "Silent Light" 18. "Boss Battle 1" 19. "Frog's Theme" 20. "Fanfare 1" 21. "The Kingdom Trial" 22. "Hidden Truth" 23. "A Tight Squeeze" | 1. "World in Ruins" 2. "Mystery of the Past" 3. "Dome-16's Ruins" 4. "People Who've Abandoned the Will to Live" 5. "Lavos' Theme" 6. "World's Final Day" 7. "Johnny of the Robot Hotrod Squad" 8. "Bike Chase" 9. "Robo's Theme" 10. "Remains of the Factory" 11. "Battle 2" (unreleased track) 12. "Fanfare 2" 13. "The Brink of Time" 14. "Amusing Spekkio" 15. "Fanfare 3" 16. "Underground Waterway" 17. "Boss Battle 2" 18. "Primitive Mountain" 19. "Ayla's Theme" 20. "Rhythm of the Wind, Sky, and Earth" 21. "Burn! Bobonga!" 22. "Warlock's Castle" 23. "Insane Melody" 24. "Warlock Battle" | 1. "Singing Mountain" (nu a fost lansată) 2. "Tyran Castle" 3. "At the Bottom of Night" 4. "Corridor of Time" 5. "Zeal Palace" 6. "Sara's Theme" 7. "Sealed Gate" 8. "Undersea Temple" 9. "Chrono and Marle ~Distant Promise~" 10. "Silvard ~Wings Tearing Through Time~" 11. "Dream of Black" 12. "Determination" 13. "Time of World Revolution" 14. "Last Battle" 15. "Festival of the Stars" 16. "Epilogue ~To Close Friends~" 17. "To the Outskirts of Time" |

Alte versiuni ar fi Chrono Trigger '99 (aranjamente orchestrale) și Chrono Trigger Official Soundtrack: Music from Final Fantasy Chronicles (muzica refăcută).

### Chrono Trigger Arranged Version: The Brink of Time
Chrono Trigger Arranged Version: The Brink of Time este un album jazz care se bazează pe muzica din Chrono Trigger, rearanjat de Hiroshi Hata, Hidenori Ohtsuki, and Gizaemon de Furuta, și jucat de trupa Guido. El este compus de un disc și de 10 melodii, acoperind o durată de 53 de minute. A fost publicat de NTT Publishing pe 25 iunie 1995.
| 1. "Chrono Trigger" 2. "Secret of Forest" 3. "Zeal Palace" 4. "Warlock Battle" 5. "Chrono Corridor" 6. "Undersea Palace" 7. "World Revolution" 8. "The Brink of Time" 9. "Guardia Millennial Fair" 10. "Outskirts of Time" |

### Chrono Cross Original Soundtrack
Chrono Cross Original Soundtrack este un album care conține muzica de la Chrono Cross, compusă de Yasunori Mitsuda. El conține trei discuri și 67 de melodii, acoperind o durată de 3 ore. A fost publicat de DigiCube pe 18 decembrie 2000.
| Discul 1 ("Beginning") | Discul 2 ("Succession") | Discul 3 ("Change") |
| --- | --- | --- |
| 1. "Chrono Cross ~Scars of Time~" 2. "Between Life and Death" 3. "Arni Village ~Home World~" 4. "Fields of Time ~Home World~" 5. "Lizard Dance" 6. "Reminiscing ~Uneraseable Memory~" 7. "On the Beach of Dreams ~Another World~" 8. "Arni Village ~Another World~" 9. "Ephemeral Memory" 10. "Lost Fragment" 11. "Drowned Valley" 12. "Termina ~Another World~" 13. "Departed Souls" 14. "Forest of Illusion" 15. "Viper Mansion" 16. "Victory ~A Gift of Spring~" 17. "A Child Lost in Time" 18. "Guldove ~Another World~" 19. "Hydra Marshes" 20. "Fragment of a Dream 2" 21. "Voyage ~Another World~" 22. "Ghost Ship" 23. "Death Volcano" 24. "Fortress of Ancient Dragons" 25. "Grief" | 1. "Beginning of a Dream" 2. "A Narrow Space Between Dimensions" 3. "Termina ~Home World~" 4. "The Dragons" 5. "Voyage ~Home World~" 6. "Guldove ~Home World~" 7. "Marbule ~Home World~" 8. "Zelbess" 9. "The Splendidly Grand Magic Troupe" 10. "Nap" 11. "Chronomantique" 12. "Dilemma" 13. "Optimism" 14. "Isle of the Dead" 15. "Dead Sea/Tower of Destruction" 16. "Prisoners of Fate" 17. "A Light for Lost Hopes" 18. "Island of the Earth Dragon" 19. "Navel of the World" 20. "Gale" 21. "Victory ~A Cry in Summer~" 22. "Marbule ~Another World~" 23. "Magic from the Fairies" 24. "Etude 1" 25. "Etude 2" 26. "Magical Dreamers ~The Wind, Stars, and Waves~" | 1. "Garden of God" 2. "Chronopolis" 3. "Fate ~The God of Destiny~" 4. "Jellyfish Sea" 5. "Burning Orphanage" 6. "The Girl Who Stole the Stars" 7. "The Dream that Time Dreams" 8. "Dragon's Prayer" 9. "Tower of Stars" 10. "Frozen Flame" 11. "Dragon God" 12. "Dark Realms of Time" 13. "Life ~A Distant Promise~" 14. "Reminiscing -Uneraseable Memory" 15. "Radical Dreamers ~Unstolen Jewel~" 16. "Fragment of a Dream" |

Mitsuda a anunțat că un aranjament acustic a muzicii din Chrono Cross va fi lansat în 2006, deși trebuia să apară în iulie 2005. Cu toate acestea nu a fost lansat încă.